# Brunson
Brunson és una població dels Estats Units a l'estat de Carolina del Sud. Segons el cens del 2000 tenia 589 habitants.

## Demografia
Segons el cens del 2000, Brunson tenia 589 habitants, 237 habitatges i 162 famílies. La densitat de població era de 225,2 habitants/km².
Dels 237 habitatges en un 30,8% hi vivien nens de menys de 18 anys, en un 46,8% hi vivien parelles casades, en un 17,3% dones solteres, i en un 31,6% no eren unitats familiars. En el 28,3% dels habitatges hi vivien persones soles el 13,9% de les quals corresponia a persones de 65 anys o més que vivien soles. El nombre mitjà de persones vivint en cada habitatge era de 2,49 i el nombre mitjà de persones que vivien en cada família era de 3,06.
Per edats la població es repartia de la següent manera: un 25,5% tenia menys de 18 anys, un 10,5% entre 18 i 24, un 26% entre 25 i 44, un 22,2% de 45 a 60 i un 15,8% 65 anys o més.
L'edat mediana era de 37 anys. Per cada 100 dones de 18 o més anys hi havia 83,7 homes.
La renda mediana per habitatge era de 30.556 $ i la renda mediana per família de 32.778 $. Els homes tenien una renda mediana de 30.833 $ mentre que les dones 21.042 $. La renda per capita de la població era de 14.431 $. Entorn del 13,7% de les famílies i el 16% de la població estaven per davall del llindar de pobresa.

## Poblacions més properes
El següent diagrama mostra les poblacions més properes.